# LOL
A LOL az internetes szlengben használt kifejezés, az angol laughing out loud (magyarul hangosan felnevetni) rövidítése (egy másik értelmezésben: lot of laugh, vagyis ~ hosszas röhögés). A számítógépes kommunikáción kívül, a szemtől szemben lévő párbeszédben is használják elsősorban a 10-20 év közöttiek.

## Rokonszavai
- LMAO – laughing my ass off („szétröhögöm a seggem”)
- LMFAO – laughing my fat ass off („szétröhögöm a dagadt seggem”) vagy laughing my f*cking ass off („szétröhögöm a kib*szott seggem”)
- ROTFL – roll(ing) on the floor laughing („fetrengek a földön a röhögéstől”)
- ROTFLOL – roll(ing) on the floor laughing out loud („fetrengek a földön a hangos röhögéstől”)
- LSHMSFOAIDMT - laughing so hard my sombrero fell off and I dropped my taco („olyan erősen röhögök, hogy leesik a sombrerom és elejtettem a tacom”)
- ROFL - rolling on floor laughing ("fetrengek a földön a röhögéstől")
- ROFLMAO - rolling on floor laughing my ass off ("fetrengek a földön és szétröhögöm a seggem")
- LMAO - lick me all over ("nyalj végig")

## A LOL változatai
- LEL - Laughing Extremely Loud (A LOL nagyobbik fokozata) De azt jelenti, hogy „röhögök, mint a hülye.”
- lolz (Néha csereszó a LOL helyett)
- lulz (Annak az embernek mondják, aki egy tréfa "áldozatául" esett. Igeként is használható, pl.: lulzol)

- LAWL/LAL (Ez a LOL-nak a Pseudo-féle kiejtése. Igazából ez megegyezik a "LOL" szóval. A LAWL vagy LAL, gúnyszó, de nem okoz mély sérelmet a tréfa áldozatául esett személy lelkében).

## A „LOL” jelentése más nyelveken
Hollandul a lolling azt jelenti, vicces. Walesi nyelven: lol, azt jelenti butaság. Akkor használja az ember, ha arra akar célozni, hogy valami teljes képtelenség. A walesiek így mondják: rwtsh lol